# Parlophone
Parlophone Records («Парлофо́н ре́кордз») — британский лейбл звукозаписи, основанный в 1923 году в качестве филиала германского лейбла Parlophon (входил в состав компании Carl Lindstrom). С 1923 по 1955 гг. менеджером музыкального отдела лейбла был Оскар Прейсс. В 1920-е годы Parlophone Records стал ведущим джазовым лейблом в Великобритании благодаря пластинкам, выпущенным по лицензии американского Okeh Records. В 1927 году британский Columbia Graphophone Company приобрёл компанию Carl Lindstrom (и, соответственно, Parlophone Records). В 1931 году Columbia Graphophone Company и Gramophone объединились в компанию EMI, и лейбл Parlophone Records перешёл в ведомство EMI.
EMI отвели Parlophone Records выпуск записей разговорного и комедийного жанра, а также музыки, не поддающейся категоризации. В 1955 году Прейсс вышел на пенсию, и его место занял Джордж Мартин, работавший на Parlophone с 1950 года. Успех к лейблу, десятилетия остававшемуся малоприметным, пришёл в 1962 году после подписания контракта с The Beatles, пластинки которых вскоре превратили Parlophone Records в одну из самых популярных фирм звукозаписи. Впоследствии на лейбле записывались Queen, Pet Shop Boys, Blur, Coldplay, Radiohead и другие исполнители.

## Контракты
- The Beatles
- David Bowie
- Queen
- Pet Shop Boys
- Blur
- Radiohead
- Iron Maiden
- Coldplay
- Gorillaz
- Conor Maynard